# Goski-Wąsosze
Goski-Wąsosze (do 2010 Gąski-Wąsosze) – wieś w Polsce położona w województwie mazowieckim, w powiecie przasnyskim, w gminie Krzynowłoga Mała. Ma status sołectwa.
W latach 1975–1998 miejscowość administracyjnie należała do województwa ostrołęckiego.

## Mogiła w lesie
W lesie znajdującym się obok wsi znajduje się mogiła. Obecni mieszkańcy nie potrafią powiedzieć czyj to grób. Wiadomo jednak, że jeszcze w latach 60. XX wieku kierownik szkoły z Ostrowych, pan Liszewski razem z uczniami odwiedzali w Dzień Zaduszny to miejsce, porządkowali i zapalali znicz. Jedynym znakiem rozpoznawczym był dąb i na nim drewniany krzyż. Dzisiaj krzyża już nie ma. Został po nim tylko gwóźdź.